# Et tironiano
El et tironiano (mayúsculas : 7, minúscula : ⁊ ) es un signo procedente de la notación tironiana romana usada como abreviatura de la conjunción latina et en la escritura gótica y que sobrevivió en la caligrafía gaélica para la conjunción inglesa and, la agus irlandesa o el ocus irlandés medio.

## Uso
El signo del et tironiano se utiliza actualmente en Irlanda y Escocia para denotar la conjunción "y" que se pronuncian agus en idioma irlandés y agusan en idioma escocés.
En escritura gótica medieval se usaba en la abreviatura ⁊c. = etc. (etcétera). En la impresión en alemán esto ocurre hasta finales del siglo XIX.
El signo ⁊ puede parecerse mucho a la media r (ꝛ, también llamada R rotunda) en algunas fuentes.

## Galería

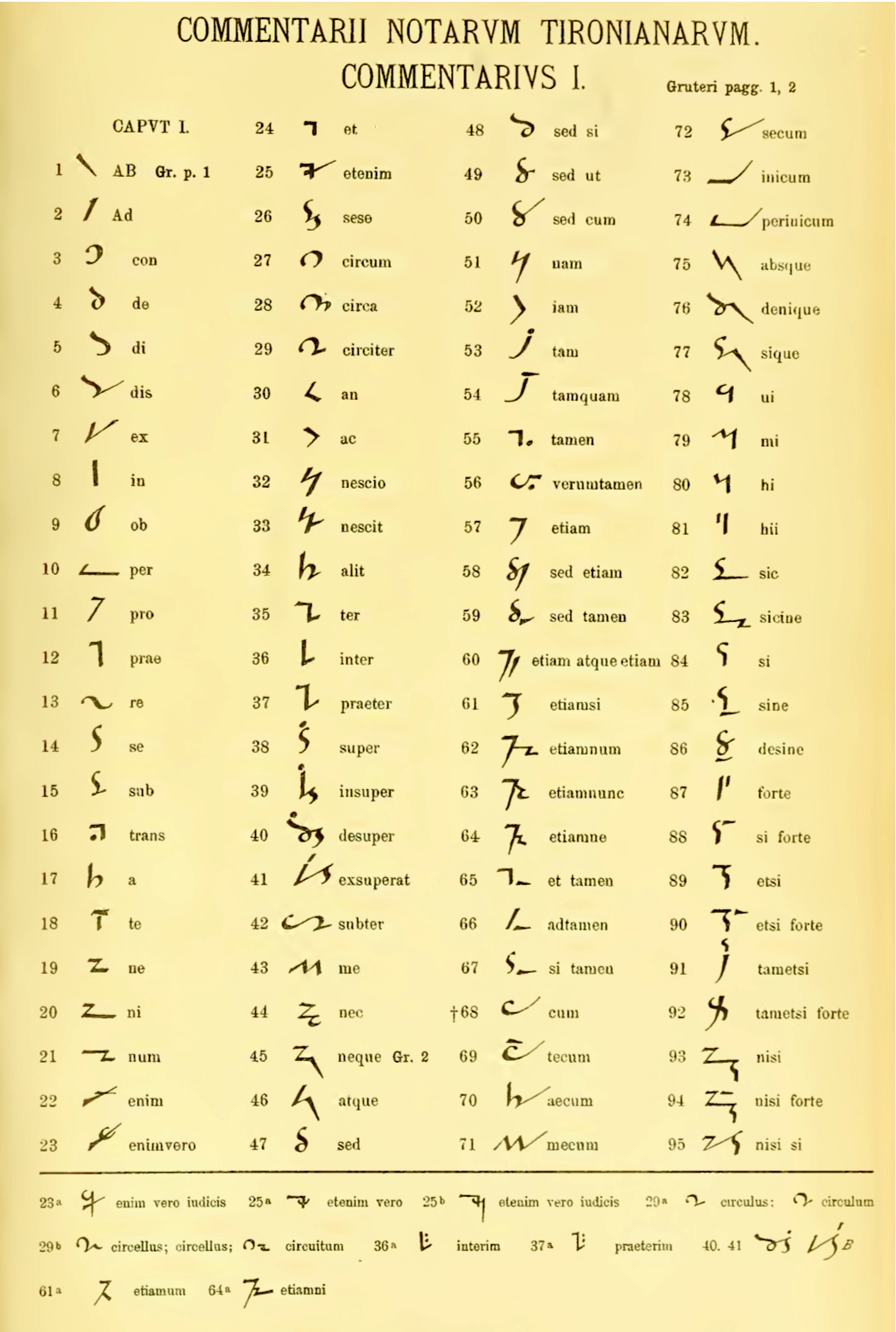
Listado de notas tironianas, et aparece en el nº. 24. Nótese el alto número de signos similares
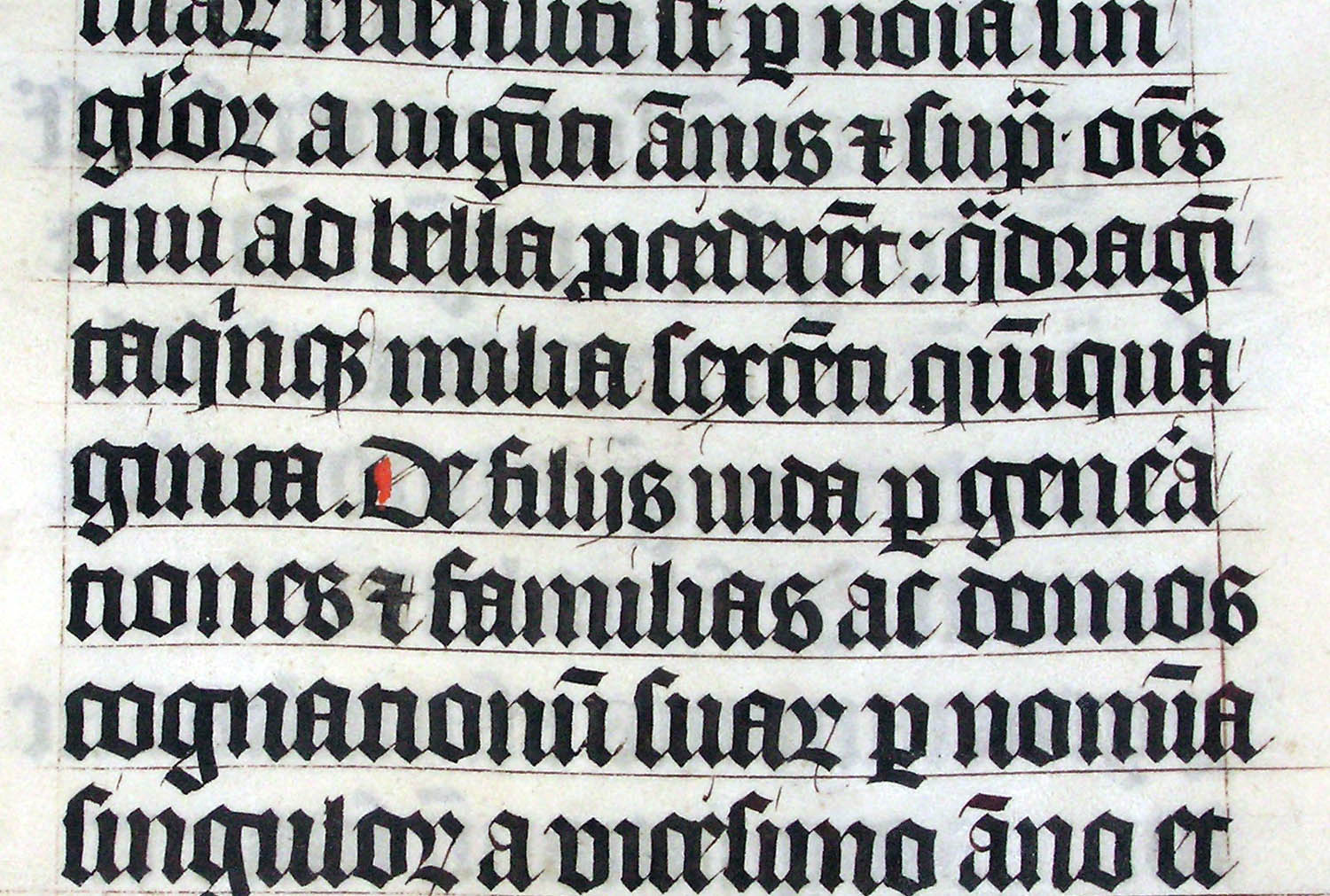
⁊ ſup̈ oẽs = et supra omnes (2ª línea) Escritura gótica Biblia de Malmesbury, por un escriba belga de 1407
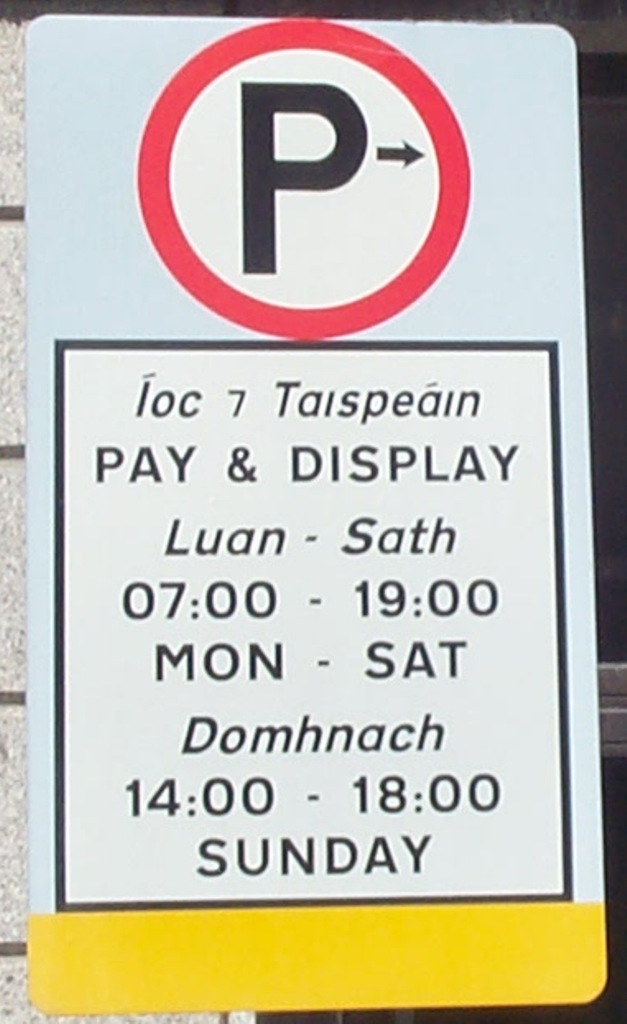
íoc ⁊ taispeáin = pague y muestre Escritura gaélica Señal moderna de parquímetro en Dublín